# Kalabana
Kalabana là một chi bướm đêm thuộc họ Geometridae.